# 1619 az irodalomban
Az 1619. év az irodalomban.

## Publikációk
- Lope de Vega drámája, A hős falu (Fuenteovejuna)
- Johann Philipp Pareus (1576–1648) szerkesztésében magyar humanista antológia jelenik meg Frankfurtban Delitiae poetarum Hungaricorum (Magyar költők remekei) címen, Janus Pannonius, Sommer János, Thury György és Filiczki János verseivel.[1]

## Születések
- március 6. (keresztelő dátuma) – Savinien de Cyrano de Bergerac francia regény- és drámaíró, Edmond Rostand híres színművének ihletője († 1655)
- augusztus 26. – Listi László, (vagy Listius, Liszty, Liszti) magyar költő, író († 1662)[2]
- október 8. – Philipp von Zesen német költő, író és műfordító († 1689)
- december 28. – Antoine Furetière francia költő, mese- és regényíró, lexikográfus († 1688)